# Qype
Qype (wymawiane /ˈkłajp/) – portal internetowy założony w Hamburgu, na który składa się serwis społecznościowy i recenzje lokalnych miejsc. Obecnie Qype działa w 12 krajach, w: Niemczech, Wielkiej Brytanii, Francji, Szwajcarii, Austrii, Irlandii, Polsce, Brazylii, Hiszpanii, Portugalii, Holandii oraz we Włoszech i ma ok. 22 miliony unikalnych użytkowników w miesiącu w całej Europie.

## Historia firmy
Qype został założony w marcu 2006 r. i początkowo działał wyłącznie na niemieckim rynku, szybko jednak rozrósł się na większość europejskich miast. W marcu 2007 r. Qype otrzymał europejską nagrodę Red Herring 100.
W lipcu 2007 r. uruchomiono stronę Qype UK (www.qype.co.uk), tym samym dodając interfejs i treść w języku angielskim. W styczniu 2008 r. strona została przetłumaczona na język francuski, po czym nastąpiło uruchomienie Qype we Francji. Następna była Irlandia, Austria (lato 2008), Hiszpania (październik 2008), Brazylia oraz Polska(grudzień 2008) oraz kolejne kraje. W 2008 r. wypuszczono pierwszą aplikację Qype na iPhone’a.
Latem 2011 r., Qype uruchomił kolejne strony: holenderską (www.qype.nl) i portugalską (www.qype.pt), jak również aplikację na telefony z Windowsem 7.
13 lipca 2011 r. Qype pojawił się w telewizji BBC w reality show „The Apprentice”, kiedy to jeden z uczestników nie był w stanie wymówić nazwy portalu, ale mimo wszystko nazwa stała się inspiracją dla projektu zakończonego z powodzeniem.

## Funkcje strony
Na stronie Qype znajduje się Baza danych recenzji miejsc w całej Europie generowanych przez użytkowników. Użytkownicy mogą dodawać nowe miejsca do bazy, recenzować je w 8 językach, angażując się w aktywną społeczność. Na stronie Qype można znaleźć recenzje pogrupowane w kategoriach i według rankingu użytkowników. Wybrane recenzje są również prezentowane w regularnym Qype newsletterze oraz na stronach głównych poszczególnych państw i miast.
Istnieje także system reputacji, dzięki któremu użytkownicy mogą zobaczyć, który z Qyperów jest najbardziej popularny, a który najwięcej się udziela. Użytkownicy mogą także sprawdzić, kto ma podobne zainteresowania lub podobne opinie na temat wybranych miejsc. Qype organizuje regularne imprezy dla użytkowników w lokalnych restauracjach oraz barach.
Funkcje Qype obejmują:
- Wysyłanie prywatnych wiadomości
- Tagowanie recenzji jako „przydatne” czy „dobrze napisane”
- Przewodniki tworzone przez użytkowników
- Grupy/fora
- Listy znajomych
- Google Maps wyświetlają miejsca w okolicy
- System odznak
- Szczegółową bazę europejskich wydarzeń
- Możliwość dzielenia się na Twitterze oraz Facebooku

## Członkowie
Qype oferuje spis firm dostępny dla każdego, kto szuka biznesów lub chce dołączyć do toczącej się dyskusji na temat istniejących w bazie miejsc. Niektóre funkcje, takie jak np. dodawanie recenzji czy komentarza dostępne są wyłącznie dla zarejestrowanych użytkowników (rejestracja jest bezpłatna). Użytkownik, którego wkład został uznany poprzez pozytywne komentarze, awansuje do rangi „Znawcy”, za co otrzymuje wyróżnienie – odznakę – oraz zaproszenia na Qype eventy. Właściciele firm również mogą dodawać wpisy i recenzje do profilu miejsc na stronie.
Profile użytkowników zawierają takie typowe elementy jak zdjęcie, miejsce zamieszkania, hobby, czy preferencje. Qype pozwala recenzować szeroką gamę miejsc, przy zachowaniu zasad określonych w regulaminie strony.

## Recenzje
Użytkownicy mogą recenzować dowolne lokalne firmy, które oferują produkty lub usługi, jak również takie miejsca jak zabytki, przychodnie czy parki. W dużych miastach, takich, jak np. Warszawa, wiele miejsc ma sporo recenzji, a Qyperzy walczą, by zamieścić pierwszą recenzję danego miejsca (za co otrzymują dodatkowe punkty). Wśród zrecenzowanych miejsc znajdują się restauracje, bary, sklepy, jak również gabinety lekarskie, auto-naprawy, centra kultury, hotele, galerie, muzea, atrakcje turystyczne, itp. Użytkownicy mogą sami dodawać nowe miejsca i edytować informacje o tych już znajdujących się w bazie, jeśli zauważą, że jakieś informacje są błędne lub, gdy czegoś brakuje.
Jako że Qype nie ponosi odpowiedzialności za treść zamieszczanych recenzji, obowiązkiem użytkowników jest zadbanie, aby zamieszczana treść (recenzje, zdjęcia, komentarze, itp.), była zgodna z prawem (np. nie łamała praw autorskich). Rozprowadzanie spamu, w tym także autopromocja, nie jest dozwolone, jak również obraźliwy język, czy komentarze na temat osób prywatnych. Dozwolone jest recenzowanie osób prywatnych wykonujących takie zawody jak np. prawnik czy lekarz, ale podlega ono prawu danego państwa. Ta zasada jest zawarta w Kodeksie Postępowania Qype.
Dodatkowo, Qype jest wspomagany najnowszą wersją systemu nawigacyjnego Ovi Maps oferowanego przez Nokię. Aplikacja Qype jest dostępna na Androida, Nokię, oraz Blackberry.